# Becerril (ort i Colombia, Cesar, lat 9,70, long -73,28)
Becerril är en ort i Colombia.   Den ligger i departementet Cesar, i den norra delen av landet, 600 km norr om huvudstaden Bogotá. Becerril ligger 112 meter över havet och antalet invånare är 9 002.
Terrängen runt Becerril är platt västerut, men österut är den kuperad. Terrängen runt Becerril sluttar västerut. Runt Becerril är det glesbefolkat, med 13 invånare per kvadratkilometer. Närmaste större samhälle är La Jagua de Ibirico, 16,8 km söder om Becerril. Omgivningarna runt Becerril är huvudsakligen savann.